# Metaxaglaea inulta
Metaxaglaea inulta är en fjärilsart som beskrevs av Augustus Radcliffe Grote 1874. Metaxaglaea inulta ingår i släktet Metaxaglaea och familjen nattflyn. Inga underarter finns listade i Catalogue of Life.

## Bildgalleri

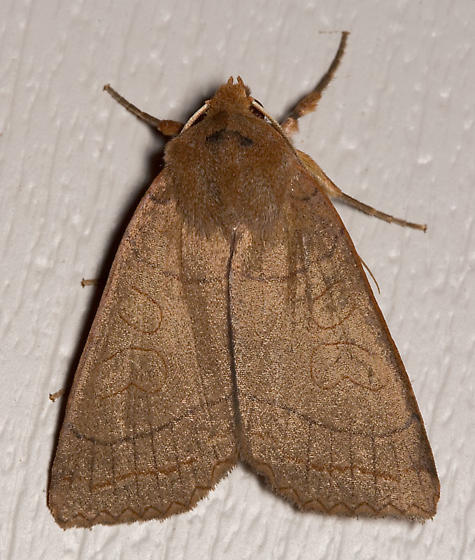